# Abensberg
Abensberg é uma cidade da Alemanha, localizada no distrito de Kelheim da região administrativa de Niederbayern, estado de Baviera.

## História
Nos arredores da cidade ocorreu em 1809 a Batalha de Abensberg opondo o exército de Napoleão Bonaparte e aliados ao exército da Áustria.